# Wiaczasłau Adamowicz (młodszy)
Wiaczasłau Adamowicz młodszy, biał. Вячаслаў Вячаслававіч Адамовіч (ur. w 1890 w rejonie Oszmiany, zm. po 1939) – białoruski działacz narodowo-kulturalny, publicysta i pisarz, antybolszewicki dowódca partyzancki.
Ukończył męskie gimnazjum w Kownie, a następnie kursy hydrotechniczne i agronomiczne w Petersburgu. W międzyczasie, w 1912 r., rozpoczął współpracę z pismem „Nasza Niwa”. Po wybuchu I wojny światowej został zmobilizowany do armii rosyjskiej. Awansował do stopnia podporucznika. Pod koniec 1917 r. zaangażował się w działalność białoruskiego ruchu narodowego. Prowadził agitację niepodległościową wśród żołnierzy 1 Drużyny Mińskiej i uczniów seminarium duchownego w Mińsku. Został członkiem Towarzystwa Pracowników Sztuki Białoruskiej. Śpiewał w Białoruskim Chórze Narodowym. Pisał artykuły do licznych pism białoruskich. Specjalizował się w pisaniu pieśni ludowych. Na początku 1920 r. prowadził kursy dla działaczy Białoruskiej Komisji Wojskowej, a następnie jako instruktor i oficer werbunkowy Komisji wyjechał na teren powiatów słuckiego i bobrujskiego, gdzie prowadził werbunek ochotników do oddziałów partyzanckich Białoruskiej Partii Chłopskiej „Zielony Dąb”.
Wiosną 1920 r. przeniósł się do Grodna. Prowadził konspiracyjną działalność antybolszewicką. Po zajęciu miasta przez Wojsko Polskie na początku października tego roku, zaczął wydawać gazetę „Biełaruskaje słowa” („Беларускае слова”). Jednocześnie stanął na czele miejscowej białoruskiej organizacji młodzieżowej. W listopadzie przybył do Łunińca, gdzie mieścił się sztab „Zielonego Dębu”. Stamtąd wkrótce ruszył na Słucczyznę, gdzie zorganizował białoruskie oddziały zbrojne. Brał udział w nieudanym powstaniu słuckim, po czym powrócił do Łunińca. Przyjął kryptonim „Ataman Dziergacz”. Organizował wypady zbrojne na pograniczne tereny Białorusi, zajęte przez bolszewików. Jesienią 1921 r. został na krótko internowany przez Polaków w obozie w Strzałkowie. Po wyjściu na wolność ponownie przyjechał do Łunińca. Doprowadził do konfliktu z Białymi Rosjanami, zwolennikami Borysa W. Sawinkowa, w wyniku którego doszło do strzelaniny i jego zranienia. W grudniu zamieszkał w Wilnie, gdzie był współorganizatorem zjazdu białoruskiego. W 1924 r. napisał książkę „Typy Palessia” („Тыпы Палесся”). Współpracował z redakcją gazety „Biełaruskaje słowa” („Беларускае Слова”). Był posądzany o współpracę z Sowietami. Pod koniec lutego 1926 r. brał udział w konferencji białoruskiej w Gdańsku. Nawiązał kontakty z rosyjskimi monarchistami. Pod koniec lat 30. został organistą w jednej z cerkwi w Gdańsku.